# Puccinia difformis
Puccinia difformis är en svampart som beskrevs av Kunze 1817. Puccinia difformis ingår i släktet Puccinia och familjen Pucciniaceae.   Inga underarter finns listade i Catalogue of Life.